# 黃桷沱長江大橋

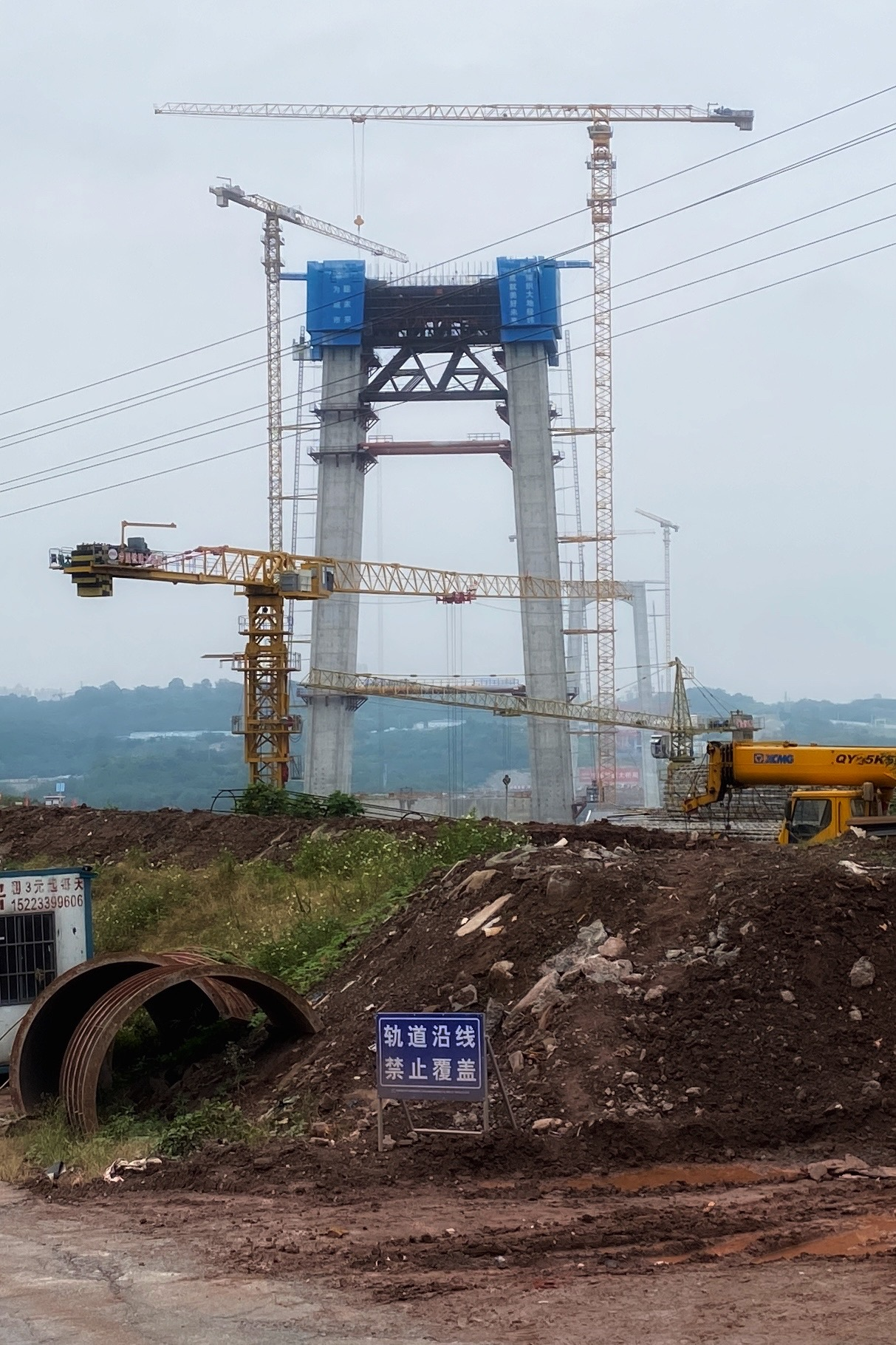
2024年11月從北岸所攝正在建設中的大橋

黃桷沱長江大橋位於重慶市黃桷沱，渝長高速公路複線進城南分流線通道，作為渝長高速複線南分流線中的重要控制性工程，黃桷沱長江大橋向東可連接渝長高速和渝長複線，實現與渝東北片區、兩江新區的便捷連接；向南可經南岸區騰龍大道、盤龍立交後與慈母山隧道、四公里與南岸、巴南進行連接；向西可經朝天門长江大橋與江北嘴、五里店連接。
黃桷沱長江大橋為渝長高速複線連接道的重要節點工程。渝長高速複線連接道工程起於內環快速路大佛寺长江大橋南橋頭，向東沿騰龍大道高架，新建黃桷沱大橋跨越長江至江北區唐桂組團，沿海爾路和唐復路高架，在太陽海岸東側穿越銅鑼山至兩江新區魚復片區，沿福宏大道和疏港大道高架，於果園港東北側接擬建渝長複線高速，路線全長23.16公里。全線共設置3座互通式立交，3座隧道（鐵山坪複線隧道長2.93公里、魚嘴複線隧道1.28公里、郭家沱隧道0.27公里）、1座跨江大橋（黃桷沱長江大橋0.9公里），高架橋樑14.97公里。工程總投資103.55億元，其中，工程建設費76.35億元，征地拆遷費用27.20億元。
黃桷沱長江大橋距上游寸灘长江大橋2.23公里，距下游郭家沱长江大橋7.78公里，為主跨600米雙層懸索橋，橋樑全長900米。